# كارل فاغنر
كارل فاغنر (بالألمانية: Carl Wagner)‏ هو رسام ألماني، ولد في 19 أكتوبر 1796 في Roßdorf, Thuringia ‏ في ألمانيا، وتوفي في 10 فبراير 1867 في ماينينغن في ألمانيا.